# Sepia grahami
Sepia grahami is een inktvissensoort uit de familie van de Sepiidae. De wetenschappelijke naam van de soort is voor het eerst geldig gepubliceerd in 2001 door A. Reid.